# Anavgaj
Anavgaj (Russisch: Анавгай) is een plaats (selo) in de Russische kraj Kamtsjatka. Het is een van de twee plaatsen van het gemeentelijke district Bystrinski en telt 616 inwoners (2007). De plaats ligt op 24 kilometer ten noordoosten van Esso en 495 kilometer ten noordwesten van Petropavlovsk-Kamtsjatski, aan een zijweg van de hoofdweg R-474 tussen Petropavlovsk-Kamtsjatski en Oest-Kamtsjatsk en aan de instroom van de rivier de Anavgaj in de Bystraja (zijrivier van de Kamtsjatka). Het is net als Esso een 'natieplaats', waar hoofdzakelijk Evenen en Korjaken wonen en bevindt zich in het in 1995 opgezette Natuurpark Bystrinski, waar de lokale volken (Evenen, Korjaken en Itelmenen) hun traditionele vormen van bestaan (jacht, rendierhouden, vissen en verzamelen) kunnen voortzetten.
De plaats ontstond op 12 augustus 1926 als een uitvloeisel van de collectivisatie rondom een rendierhouderij. Het dorp werd naar de rivier genoemd. De naam Anavgaj komt uit het Eveens en betekent "larikshars". In 1926 telde de plaats 101 inwoners.
Het toerisme kwam op in de plaats na de openstelling van Kamtsjatka begin jaren 90. Anavgaj vormt daarnaast een distributiepunt voor goederen en voedsel naar de noordelijke regio Korjakië; in de zomer met terreinvoertuigen en in de winter met zware vrachtwagens over een winterweg. De energievoorziening van de plaats wordt opgewekt uit geothermische bronnen. Er bevindt zich ook een postkantoor.
Bezienswaardigheden in de plaats zijn etnische festijnen zoals de "ontmoeting met het nieuwe jaar" (zonnewende van 21 op 22 juni) en het kamp Menedek, waar culturele activiteiten plaatsvinden voor toeristen. Vanwege het toerisme bevindt zich er een helikopterhaven en een hotel met bar en banya's.
In 2014 kwam een 435 kilometer lange winterweg gereed die Anavgaj verbindt met Palana en een centrale as vormt tussen het zuiden en het noorden van Kamtsjatka.